# Donji Kamenjak
Donji Kamenjak este o arie protejată (sit de importanță comunitară — SCI) din Croația întinsă pe o suprafață de 370,63 ha, integral pe uscat.

## Localizare
Centrul sitului Donji Kamenjak este situat la coordonatele 44°46′55″N 13°54′44″E / 44.781987°N 13.912151°E.

## Înființare
Situl Donji Kamenjak a fost declarat sit de importanță comunitară în iulie 2013 pentru a proteja un număr necunoscut de specii din flora spontană și fauna sălbatică aflate în arealul zonei.

## Biodiversitate
Situată în ecoregiunea mediteraneană, aria protejată conține 5 habitate naturale: Pajiști uscate din regiunea submediteraneeană estică (Scorzoneratalia villosae), Matorral arborescenți cu Juniperus spp., Faleze cu vegetație de Limonium spp. endemic de pe coastele mediteraneene, Pseudostepă cu ierburi și specii anuale de Thero-Brachypodietea, Iazuri temporare mediteraneene.
La baza desemnării sitului se află un număr nedeclarat de specii protejate.
Pe lângă speciile protejate, pe teritoriul sitului au mai fost identificate 12 specii de plante.